# Consolers of the Lonely
Consolers of the Lonely — второй студийный альбом американской рок-группы The Raconteurs, изданный в 2008 году.

## Об альбоме
Consolers of the Lonely был выпущен без какого-либо заявления или рекламной кампании со стороны группы. Большинство обозревателей сошлись на том, что это был способ избежать реакции критиков и работать только с поклонниками. Критики, тем не менее, оценили альбом очень положительно. В списке 50-ти лучших альбомов 2000-х журнала Glide Magazine Consolers of the Lonely занял 4 место, превзойдя сразу три записи The White Stripes: Icky Thump (49 место), White Blood Cells (21 место) и Elephant (11 место).
Рецензент Rolling Stone Мелисса Маерз отметила, что «хаотичное звучание и разнообразный характер альбома напоминает записи Led Zeppelin и The Who.». Обозреватель The New York Times, присоединившись к заявлению о «хаосе», добавил, что он «делает треск музыки более эйфорийным». Критик Allmusic Стивен Томас Ерьюин сказал только, что Consolers of the Lonely «лучше и богаче, чем дебютный альбом» The Raconteurs.

## Список композиций
Слова и музыка всех песен — Брендана Бенсона и Джека Уайта, за исключением «Rich Kid Blues», написанной Терри Ридом.
| №   | Название                  | Длительность |
| --- | ------------------------- | ------------ |
| 1.  | «Consoler of the Lonely»  | 3:26         |
| 2.  | «Salute Your Solution»    | 3:00         |
| 3.  | «You Don't Understand Me» | 4:53         |
| 4.  | «Old Enough»              | 3:58         |
| 5.  | «The Switch and the Spur» | 4:24         |
| 6.  | «Hold Up»                 | 3:27         |
| 7.  | «Top Yourself»            | 4:26         |
| 8.  | «Many Shades of Black»    | 4:25         |
| 9.  | «Five On The Five»        | 3:33         |
| 10. | «Attention»               | 3:40         |
| 11. | «Pull This Blanket Off»   | 1:59         |
| 12. | «Rich Kid Blues»          | 4:34         |
| 13. | «These Stones Will Shout» | 3:54         |
| 14. | «Carolina Drama»          | 5:55         |

## Участники записи
- Джек Уайт III — вокал, гитара, клавишные, стилофон
- Брендан Бенсон — вокал, гитара, клавишные
- Джек Лоуренс — бас-гитара, банджо, бэк-вокал
- Патрик Килер — ударные, перкуссия